# Faulkton
Faulkton è un comune (city) degli Stati Uniti d'America e capoluogo della contea di Faulk nello Stato del Dakota del Sud. La popolazione era di 736 abitanti al censimento del 2010.

## Geografia fisica
Faulkton è situata a 45°02′00″N 99°07′41″W (45.033209, -99.128067).
Secondo lo United States Census Bureau, la città ha una superficie totale di 2,62 km², dei quali 2,62 km² di territorio e 0 km² di acque interne (0% del totale).
A Faulkton è stato assegnato lo ZIP code 57438 e lo FIPS place code 21260.

## Storia
Faulkton fu mappata nel 1886. Deve il suo nome in onore di Andrew Jackson Faulk, il terzo governatore del Territorio del Dakota. La città fu incorporata nel 1886.

## Società

### Evoluzione demografica
Secondo il censimento del 2010, la popolazione era di 736 abitanti.

### Etnie e minoranze straniere
Secondo il censimento del 2010, la composizione etnica della città era formata dal 97,15% di bianchi, lo 0,41% di afroamericani, lo 0,41% di nativi americani, lo 0,14% di asiatici, lo 0% di oceanici, lo 0,14% di altre etnie, e l'1,77% di due o più etnie. Ispanici o latinos di qualunque etnia erano l'1,77% della popolazione.